# Dorfkirche Korbetha

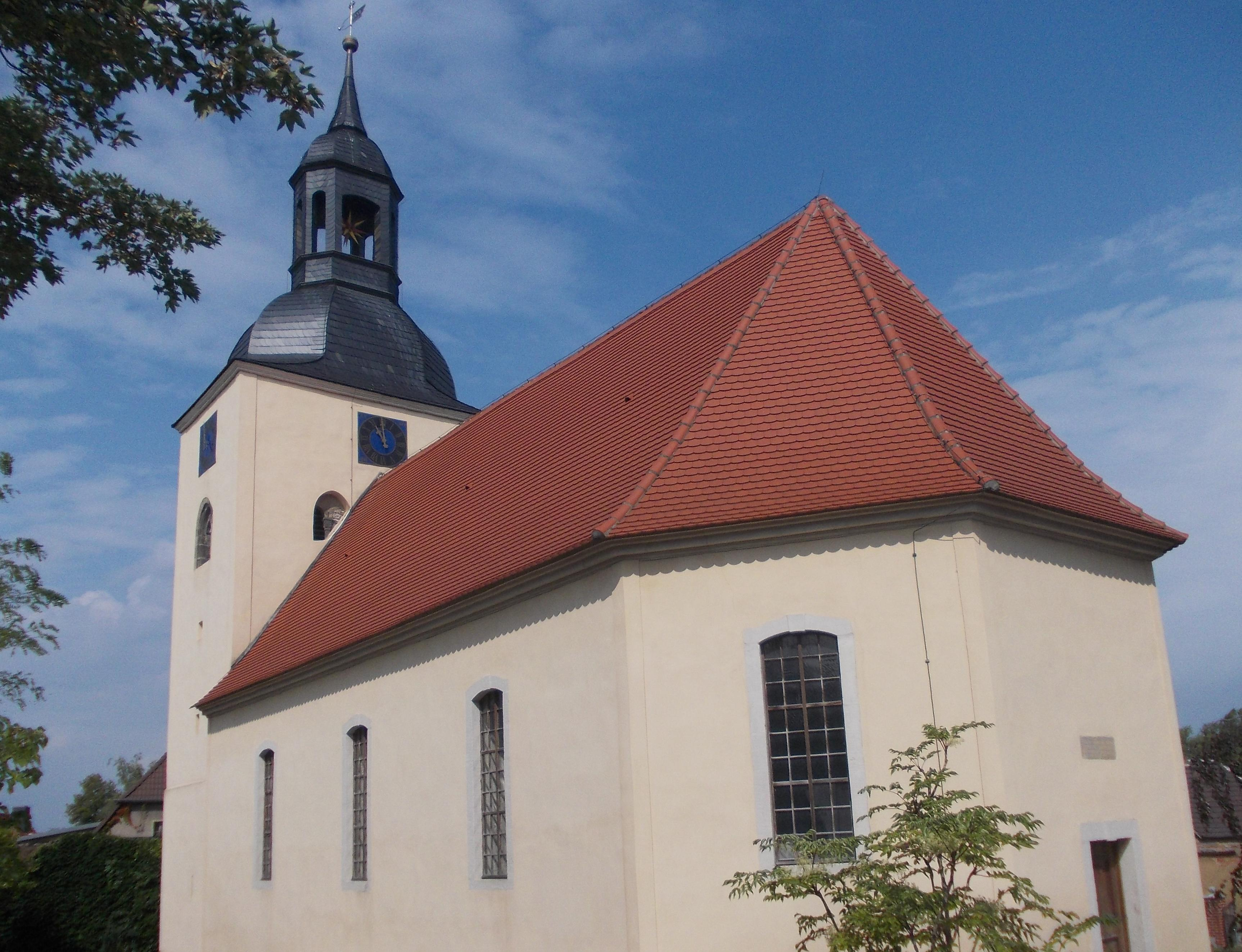
Dorfkirche Korbetha

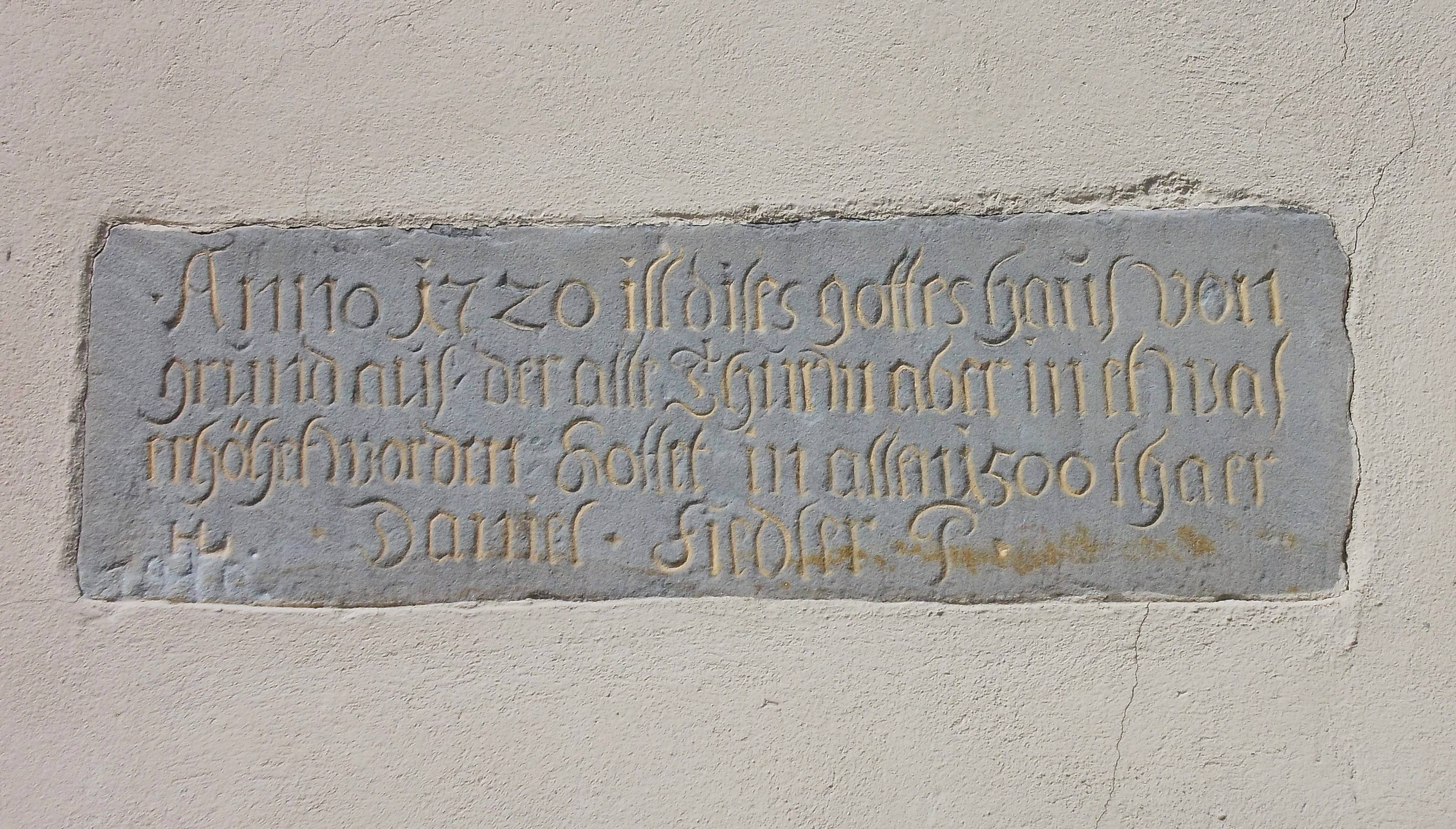
Inschrifttafel von 1720

Die Dorfkirche Korbetha ist eine denkmalgeschützte evangelische Kirche im Ortsteil Korbetha, Dorfstraße 7, der Gemeinde Schkopau in Sachsen-Anhalt. Im örtlichen Denkmalverzeichnis ist sie unter der Erfassungsnummer 094 20514  als Baudenkmal verzeichnet. Sie gehört zum Kirchengemeindeverband Schkopau, Korbetha, Kollenbey im Kirchenkreis Merseburg der Evangelischen Kirche in Mitteldeutschland.

## Architektur und Ausstattung
Das Kirchenschiff, ein schlichter, dreiseitig geschlossener Saalbau, ist laut einer Inschrifttafel des Pfarrers Daniel Fiedler an der östlichen Chorwand ein barocker Neubau aus dem Jahr 1720. Der querrechteckige Westturm dagegen stammt noch vom Vorgängerbau. Seine spätromanischen Kapitelle an den kleinen Säulen der gekuppelten spitzbogigen Schallöffnungen weisen auf das frühe 13. Jahrhundert hin. 1723 stockte man den Turm geringfügig auf und versah ihn mit einer Schieferhaube und einer Laterne.
Der Kirchensaal besitzt eine Flachdecke und eine Hufeisenempore. Die einheitliche barocke Innenausstattung  aus der Zeit um 1730 ist erhalten geblieben. Der hölzerne Kanzelaltar mit reichem Schnitzdekor und verglaster Umgangstür stammt vermutlich von dem Merseburger Bildhauer Johann Heinrich Agner d. Ä. (1684–1744). Ebenfalls aus Holz sind die Taufe und der Lesepultaufsatz gefertigt.
Das Orgelprospekt stammt aus dem Jahr 1736, das Orgelwerk wurde 1910 in der Zörbiger Werkstatt von Wilhelm Rühlmann gebaut. Das Gestühl und die Ausmalung rühren ebenfalls aus dem Jahr 1910, in dem die Kirche restauriert wurde.

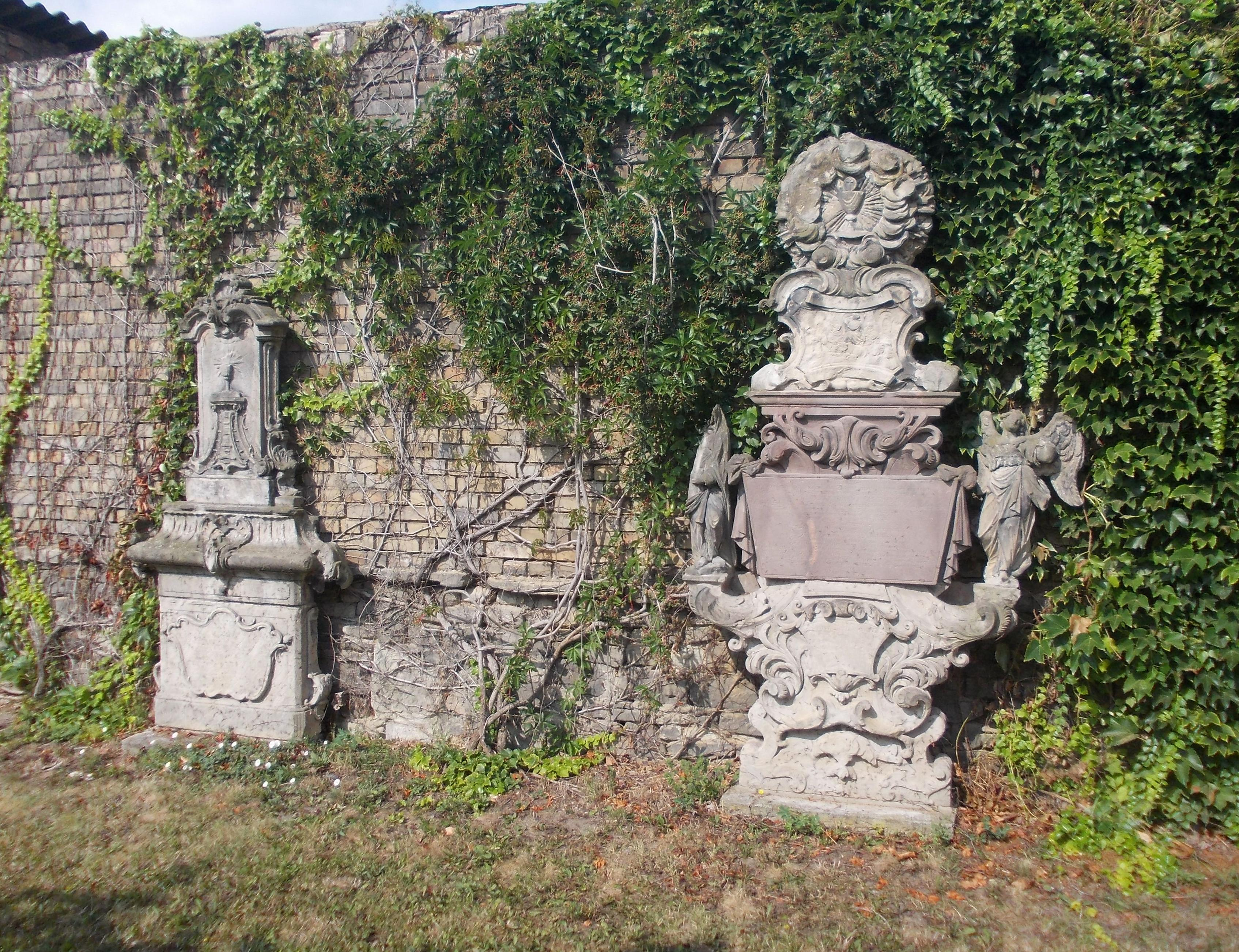
Rechts: Grabmal für Daniel Fiedler, 1738

Im Kirchhof befinden sich mehrere, zum Teil verwitterte barocke Grabmäler, darunter das Grabmal für Daniel Fiedler von 1738, seitlich mit einer Frauen- und einer Engelsfigur versehen, deren Schöpfer vermutlich ebenfalls Agner ist.